# اندرو نیومن
آندره نیومن (به انگلیسی: Andrew J. Newman) محقق، مورخ و نویسنده بریتانیایی تاریخ اسلام و ایران و استاد مطالعات اسلامی و خاورمیانه در دانشگاه ادینبرو اسکاتلند است.
وی دانش آموخته وی دکتری مطالعات اسلامی از دانشگاه کالیفرنیا در لس آنجلس است. نیومن به پژوهش و تدریس در حوزه‌هایی مانند تاریخ شیعه دوازده امامی، تاریخ فقه اسلامی، مطالعات حدیث، تاریخ ایران، تاریخ و فرهنگ خاورمیانه، زبان و ادبیات فارسی و ادبیات نوین عرب می‌پردازد.

## آثار
- The Formative Period of Shi'i Law: Hadith as Discourse Between Qum and Baghdad (2000)
- Safavid Iran: Rebirth of a Persian Empire (2006) (ایران عصر صفوی، نوزایی امپراتوری ایران)

## آثار ترجمه شده
- ایران عصر صفوی، نوزایی امپراتوری ایران، اندرو جی. نیومن، ترجمه بهزاد کریمی، تهران: نشر افکار، ۱۳۹۳
- دوره شکل‌گیری تشیع دوازده امامی گفتمان حدیثی میان قم و بغداد/ نویسنده آندروجی. نیومن ؛ مترجمان مهدی ابوطالبی، محمدرضا امین، حسین شکراللهی ؛ مقابله‌گر لطف‌الله جلالی ؛ ناقد قاسم جوادی صغری